# Otrębusy
Otrębusy is een plaats in het Poolse district  Pruszkowski, woiwodschap Mazovië. De plaats maakt deel uit van de gemeente Brwinów en telt 2000 inwoners.

## Verkeer en vervoer
- Station Otrębusy